# 纳里曼诺夫区
纳里马诺夫区（俄语：Наримановский район）是俄罗斯联邦阿斯特拉罕州下辖的一个区，其行政中心为纳里曼诺夫。据2015年统计，该区的人口为47737人。